# Amnesti (film)
 For alternative betydninger, se Amnesti (flertydig). (Se også artikler, som begynder med Amnesti)
Amnesti er en dansk eksperimantalfilm fra 1985 instrueret af Martin Kirkegaard.

## Handlingen
Filmen bygger på ophavsmandens drømme og oplevelser, blandet med daglige observationer. Desuden handler den om 2 legender. Den ene om den hellige Helene og den anden om en ung mand der lærer sig fuglenes sprog.

## Medvirkende
- Leise Dich Abrahamsen
- Jesper Forup
- Regin Skardhamar
- Simikka
- Inge Marx
- Bodil Gad
- Hans Jørgen Müller
- Kirsten Dehlholm
- John Andersen